# Municipio de Auburn (condado de Geauga)
El municipio de Auburn (en inglés: Auburn Township) es un municipio ubicado en el condado de Geauga en el estado estadounidense de Ohio. En el año 2010 tenía una población de 6443 habitantes y una densidad poblacional de 83,15 personas por km².

## Geografía
El municipio de Auburn se encuentra ubicado en las coordenadas 41°23′8″N 81°13′55″O / 41.38556, -81.23194. Según la Oficina del Censo de los Estados Unidos, el municipio tiene una superficie total de 77.49 km², de la cual 71,66 km² corresponden a tierra firme y (7,53 %) 5,83 km² es agua.

## Demografía
Según el censo de 2010, había 6443 personas residiendo en el municipio de Auburn. La densidad de población era de 83,15 hab./km². De los 6443 habitantes, el municipio de Auburn estaba compuesto por el 96,74 % blancos, el 1,1 % eran afroamericanos, el 0,12 % eran amerindios, el 0,88 % eran asiáticos, el 0,2 % eran de otras razas y el 0,95 % eran de una mezcla de razas. Del total de la población el 1,51 % eran hispanos o latinos de cualquier raza.